# Bloemendalerpolder

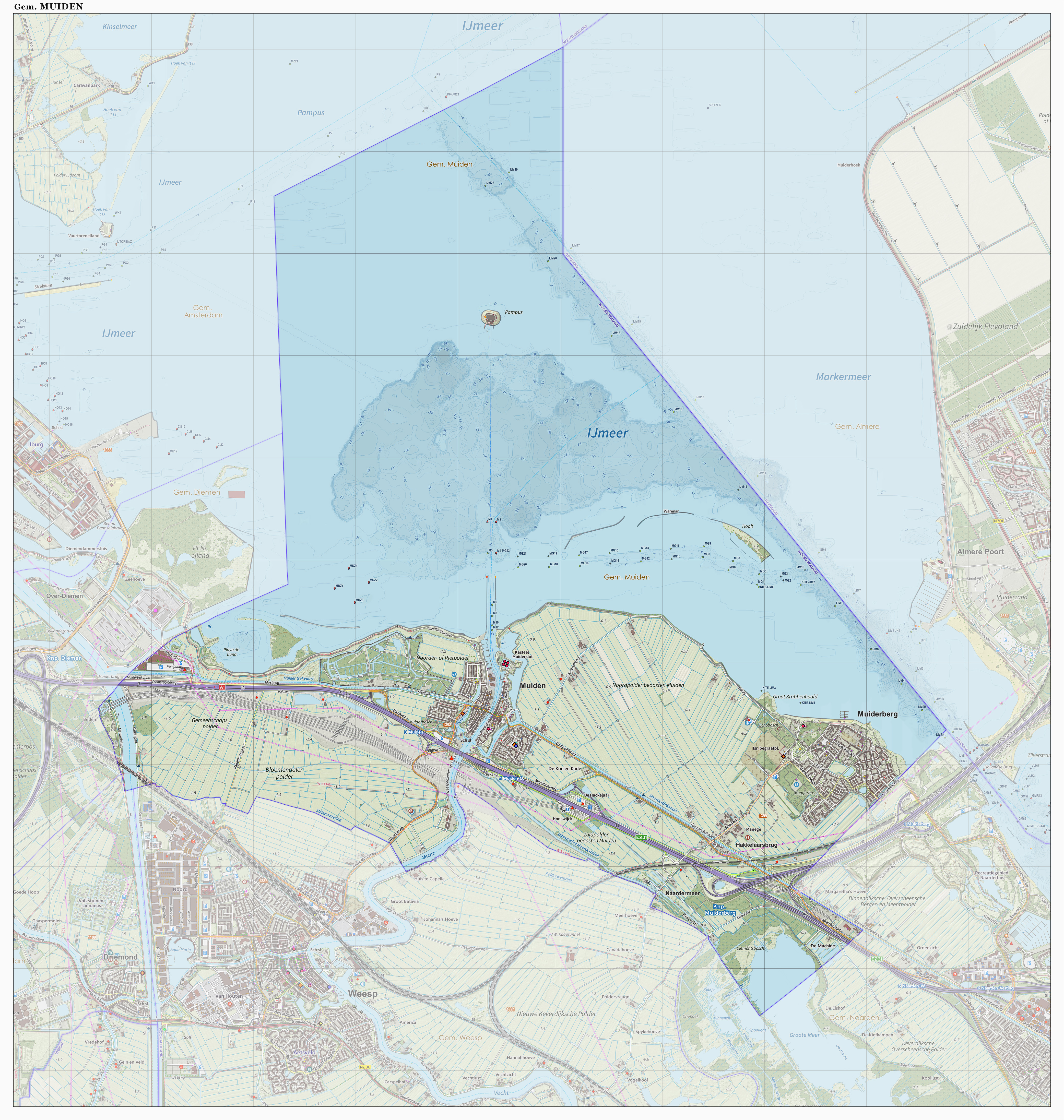
Topografische gemeentekaart van Muiden, september 2014. De Bloemendalerpolder ligt tussen de bebouwde kom van Muiden en die van Weesp. Het nieuwe traject van de A1 is duidelijk ingetekend

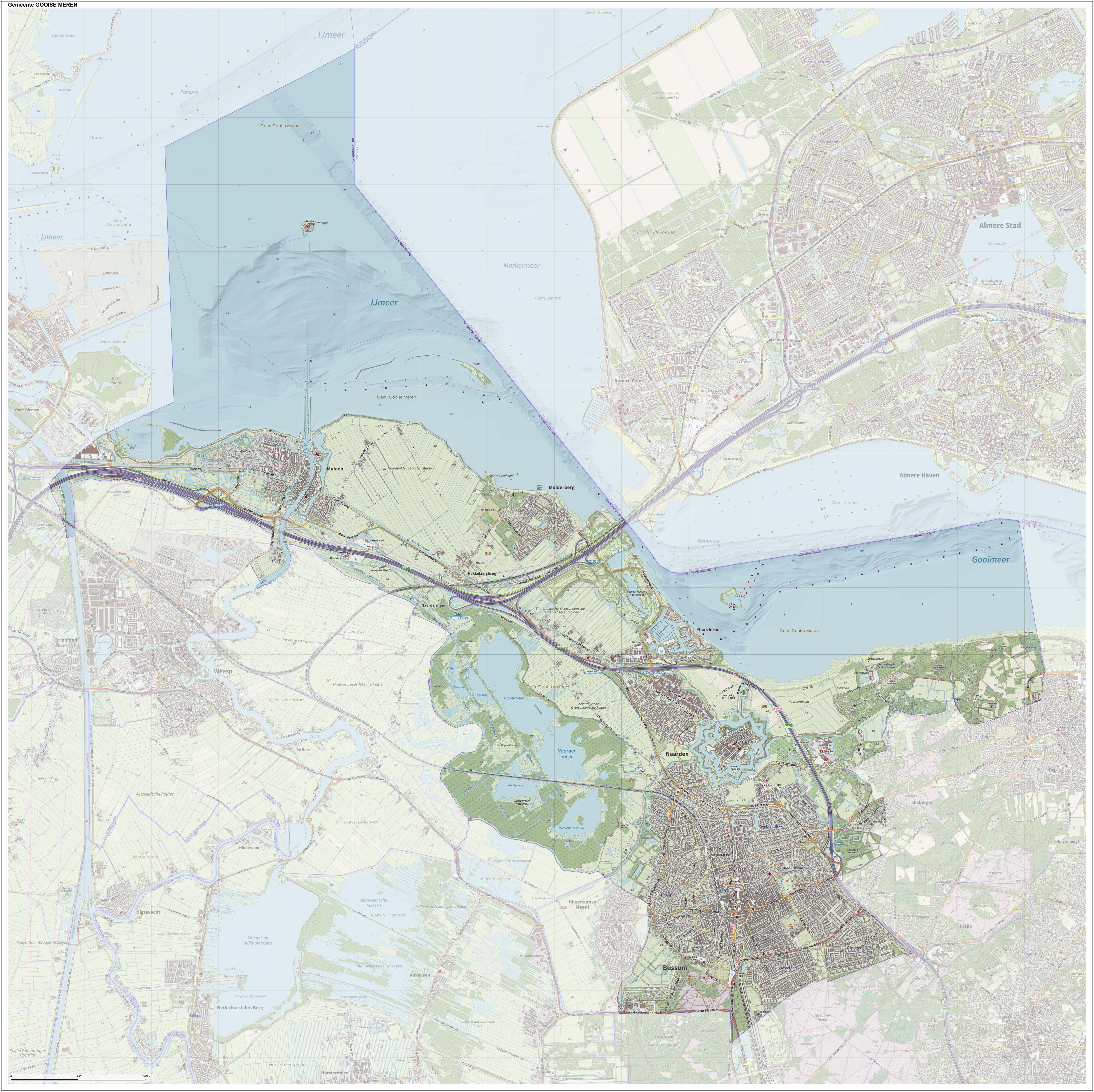
Topografische kaart van de nieuwe gemeente Gooise Meren, januari 2016. De Bloemendalerpolder is in zijn geheel bij Weesp gekomen.

De Bloemendalerpolder is een voor herontwikkeling bestemd landbouwgebied in het stadsgebied Weesp van de gemeente Amsterdam in de provincie Noord-Holland. Het gebied wordt afgegrensd door de rijksweg A1 in het noorden, de Vecht in het oosten en het Amsterdam-Rijnkanaal in het westen. Aan de noordkant loopt de gemeentegrens tussen Gooise Meren en Amsterdam. De polder bestaat grotendeels uit cultuurlandschap met langgerekte kavels veenweidegrond. De bodem wordt vooral gevormd door slappe veenlagen.

## Herontwikkeling
De provincie Noord-Holland heeft de Bloemendalerpolder (tussen Weesp en Muiden) voor woningbouw en natuurontwikkeling bestemd. Bij de totstandkoming van de nieuwe gemeente Gooise Meren op 1 januari 2016, heeft de provincie deze bouwlocatie, die tot dan toe nog voor het grootste deel in Muiden lag, door grenscorrectie in haar geheel aan Weesp toegewezen. Het plan was om medio 2016 te starten met de bouw van een nieuwe woonwijk met een omvang van 2350 tot 2750 woningen. Het totale plangebied beslaat circa 490 hectare. Een derde deel wordt in een gordelvorm bebouwd, twee derde deel wordt groen en water. De wijk wordt aangelegd ten noorden van station Weesp, in aansluiting op het bestaande uitbreidingsplan Leeuwenveld.
De nieuwe buurtschap kreeg in 2016 de naam Weespersluis.

In samenhang met dit project is de rijksweg A1 naar het zuiden verlegd en verbreed, en is de afslag Muiden/Weesp naar het westen verschoven. Dit werk is uitgevoerd in het kader van Project Schiphol-Amsterdam-Almere en de aanleg van het Aquaduct Vechtzicht. De weg is hierdoor verder van Muiden af komen te liggen, richting Weesp. De nieuwe gemeentegrens ligt tussen de snelweg en de geplande woonwijk.